# Propala hramota (pel·lícula)
Propala hramota (ucraïnès: Пропала грамота ; rus: Пропавшая грамота : ca: La carta perduda) és una pel·lícula de tragicomèdia musical soviètica ucraïnesa de 1972 produïda als Estudis de Cinema Dovzhenko a Kíev i dirigida per Boris Ivchenko La pel·lícula es considera una perla del cinema ucraïnès. Està basada en la novel·la La carta perduda: un conte explicat pel sagristà de l'església de N.. de Nikolai Gogol dins el cicle Tardes en una granja prop de Dikanka.

## Sinopsi
El cosac Vasyl, Ivan Mykolaichuk, es prepara per a un viatge cap a Sant Petersburg, la capital de l'Imperi Rus. Vasyl porta una hramota -document oficial segellat- que li va donar l'hetman a través del seu secretari, Pereverny-Kruchenko, i que es rumoreja que costarà deu poods d'or. La dona d'en Vasyl cus la hramota al seu barret i el seu pare, Vasyl Symchych, li dona tabac màgic per repel·lir el mal i un consell per trobar un bon company de viatge.
La pel·lícula representa les aventures de Vasyl en seqüències plenes de cultura ucraïnesa, i mostres de la seva cuina, vestits, tradicions, situacions místiques i plenes de comèdia, anècdotes i una gran quantitat d'obstacles que Vasyl haurà de superar. En el seu camí juntament amb un criat malvat, chort, arribarà a un pas d'un riu on un ferri porta gent d'un costat a un altre. Allà troba el seu company d'aventures, Andriy, un cosac zaporoges. Més enllà del camí, els passa algún problema als papers que custodien quan s'aturen en una fonda a descansar. En arribar a Sant Petersburg, Vasyl i Andriy, entreguen la hramota a la baronessa von Likhtenberg que li entrega a l'emperadriu. Els documents no porten cap informació i Vasyl ha de marxar sense resultats.
De camí cap a casa, tots dos decideixen disparar-se. Mentre estan dient a l'uníson el Credo de Nicea (Credo dels Apòstols) escolten una veu que s'identifica com a Kudz i que prové d'una roca propera, dient que era el mateix chort i que la bruixa l'havia convertit en una roca després d'ajudar en Vasyl. En Kudz els demana que el llencin a un pantà proper per no causar més danys als que viatgen a l'atzar per la carretera. Quan Vasyl arriba amb el seu amic a prop del seu poble, Dikanka, es troben amb un nen petit que els demana que el deixin anar a veure el cosac, Vasyl que, suposadament, havia tornat de veure l'emperadriu, quan arriben i són rebuts per la resta de la població de la vila. Moments després, tothom espera a Vasyl de nou a casa seva per explicar-li la història de la seva trobada amb l'emperadriu. A l'última escena, desitja que el nen tingui un cavall lleial, un camp obert i que estigui sempre al servei de la gent. L'escena va acompanyada de la marxa triomfal dels cosacs de la cançó folklòrica ucraïnesa sobre Sahaidachny.

## Repartiment
- Ivan Mykolaichuk - cosac Vasyl
- Lidia Vakula - la dona del cosac, l'emperadriu
- Fedir Stryhun - zaporoges Andriy, parella del cosac
- Zemfira Tsakhilova - Odarka, baronessa von Likhtenberg
- Mykhailo Holubovych - home malvat (el paper de l'actor Pavel Morozenko)
- Volodymyr Hlukhyi - un home estrany
- Vasyl Symchych - pare del cosac
- Anatoliy Barchuk - cosac Ivan
- Volodymyr Shakalo - cosac Petro
- Maria Kapnist - bruixa

## Problemes administratius
La pel·lícula havia de ser dirigida per Viktor Hres, amb Anatoli Papànov al paper principal. Però quan Hres es va emmalaltir de sobte, se li va oferir a Borys Ivtxenko. Aquest últim va acceptar amb la condició que el paper principal fos donat a Ivan Mykolaychuk. El guió es va refer i la pel·lícula es va rodar l'any 1972 als estudis de cinema Dovzhenko. No obstant això, els censors soviètics van prohibir que es projectés. Un any més tard, el 1973 l'Oficina de Propaganda de la Cinematografia Soviètica de Moscou va publicar 50 mil fulletons amb imatges d'Ivan Mykolaychuk en el paper del cosac Vasyl.
La pel·lícula es va estrenar finalment després de la caiguda de la Unió Soviètica. Va rebre el premi Golden Pagoda durant el festival de cinema de Bangkok, certàmen del Cinema tailandès. Totes les cançons de la pel·lícula van ser registrades per Ivan Mykolaychuk, al qual també va ajudar Ivan Drach a escriure el guió de la pel·lícula.